# Galatzó
|  | No s'ha de confondre amb Puig de Galatzó o Urbanització Galatzó. |

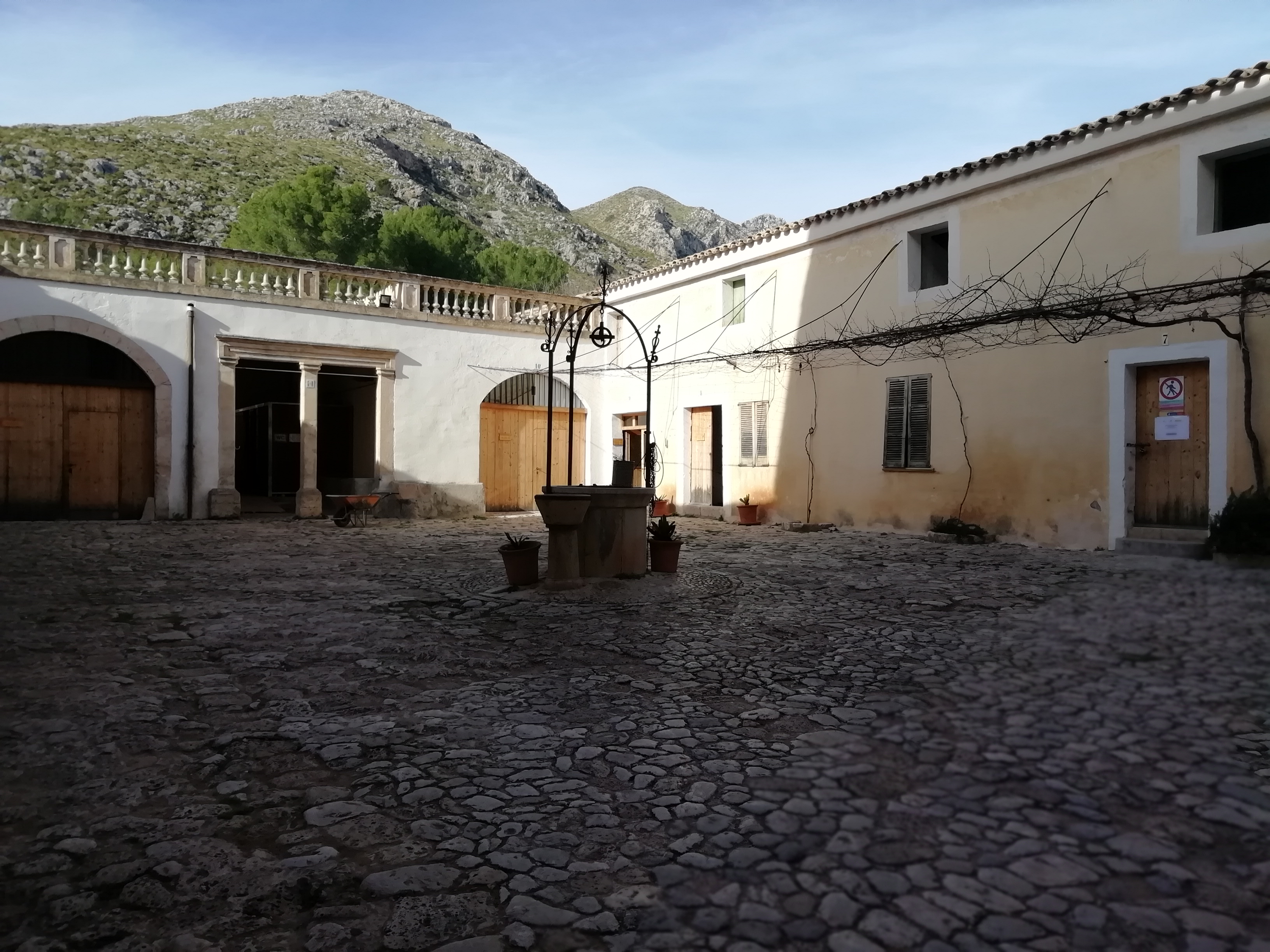
Pati interior de les cases.

Galatzó és una possessió mallorquina del terme de Calvià situada a la zona nord del terme. És de titularitat municipal.

## Geografia
Se situa prop de la vila del Capdellà i fa partió amb els termes d'Estellencs, Puigpunyent i Andratx. Té una superfície de 14.013.500 m2, que comporta un 9,66 % de la superfície del terme municipal i una de les majors de Mallorca. Els seus terrenys es troben protegits per la Llei d'Espais Naturals.
S'estructura a la Serra de Tramuntana, i el seu territori inclou les muntanyes del Puig de Galatzó, de 1025 m, al qual dona nom, i la Mola de l'Esclop, de 925 m. El Puig de Galatzó és el puig més alt del terme de Calvià, i també dels de Puigpunyent i Estellencs, i és el segon cim més alt de l'illa seguint el criteri de la prominència. El relleu de la possessió està articulat entorn d'una orografia impressionant que conformen diverses conques hidrogràfiques que, de nord a sud, discorren per la zona i originen el torrent de Galatzó, el qual s'uneix al de Valldurgent i desemboca en la badia de Santa Ponça.
El paisatge està format per roques calcàries solubles com coves, lapiazs, congosts, avencs, fonts naturals i pendents d'erosió. La intervenció humana ha aportat l'enginyeria de la pedra en sec tot bastint marjades en els costers de la muntanya per tal d'aprofitar les terres per l'agricultura, principalment d'olivera.
El projecte municipal de la possessió prioritza la conservació com a Possessió de Muntanya de la Serra de Tramuntana, tot fent-ho compatible amb l'ús i gaudi dels ciutadans de Calvià, turistes i visitants.

## Història
El 1903, va comprar la possessió Aina Roca Arrom, i el 1943 la seva filla Maria Coll Roca la va vendre a Victorio Luzuriaga, empresari basc dedicat a la metal·lúrgia, originari i resident a Sant Sebastià. Luzuriaga hi va fer diverses reformes, com ara la construcció d'uns grans estables pel ramat i unes solls (1945) que encara es conserven, i que recentment han estat convertides en refugi de muntanya. També va condicionar i canviar la distribució de les cases dels senyors i reformà la capella.
El 1960 la finca romangué en mans de la seva filla, Maria del Carmen Luzuriaga, i del seu marit, José Urresti. El 1977 es va llogar la possessió a Miquel Llabrés, germà petit del majoral de la possessió, Josep Llabrés, i la mantengué uns 30 anys. Va començar pagant 200.000 pessetes anuals i va acabar pagant-ne un milió.
El 1987 Carmen Luzuriaga va traspassar la possessió al seu fill Victorio. El turisme ja era el sector econòmic més important del municipi i la possessió de Galatzó havia entrat en decadència, com tantes altres, a partir del desarrollismo dels anys seixanta. El maig de 2006 l'Ajuntament de Calvià va adquirir la possessió per 9 milions d'euros.